# Allegorie auf den Erwerb von Hanauisch-Indien

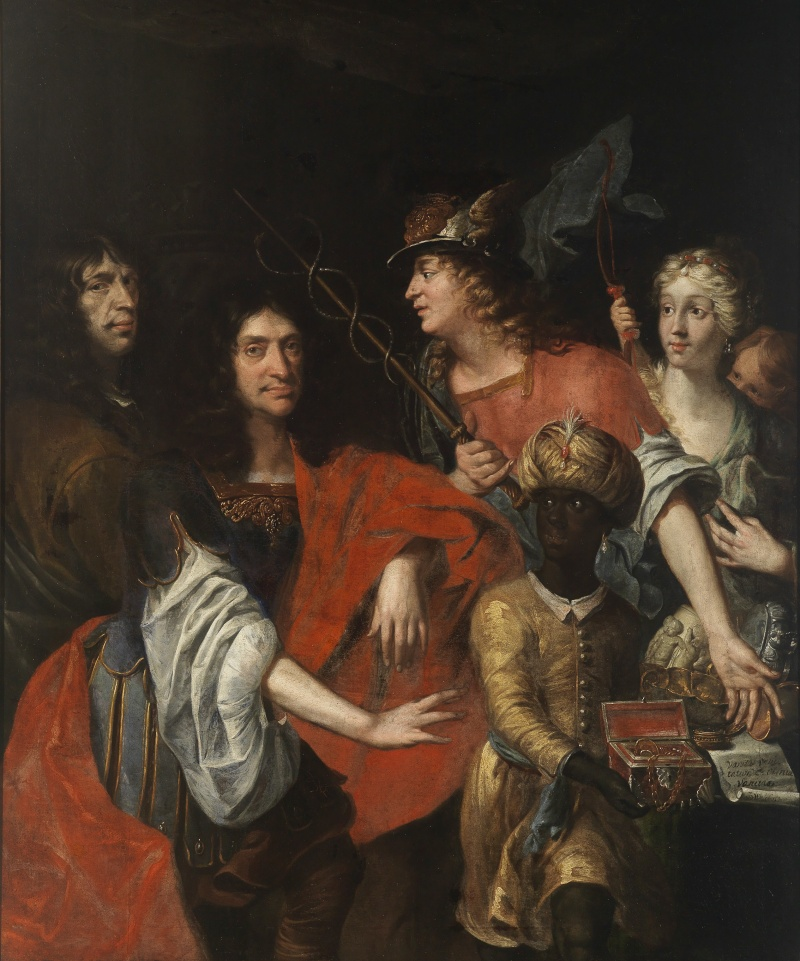
Johann David Welcker: Allegorie auf den Erwerb von Hanauisch-Indien durch den Grafen Friedrich Kasimir von Hanau (1676 [?])

Die Allegorie auf den Erwerb von Hanauisch-Indien ist ein Ölgemälde von Johann David Welcker. Es befindet sich heute in der Staatlichen Kunsthalle Karlsruhe.

## Geschichtlicher Hintergrund
Graf Friedrich Casimir von Hanau verfolgte am Ende der 1660er Jahre – völlig unterfinanziert – einige ambitionierte Projekte, die für ihn in die politische Katastrophe und dazu führten, dass er 1670 von seinen Agnaten unter Kuratel gestellt wurde. 

Höhepunkt der durch den Grafen verfolgten Projekte war der Erwerb einer Kolonie in Südamerika von der Niederländischen Westindien-Kompanie 1669. 

## Abbildungsebene

### Bildinhalt
Johann David Welcker stellt eine Gruppe von sechs Personen dar. Auf einem Tisch am rechten Bildrand steht ein Kästchen mit Juwelen. Daneben liegt ein Zettel mit der Aufschrift: „Vanitas Vanitatum et omnia Vanitas“ („Es ist alles ganz eitel“), ein Zitat aus Pred 1,2. Weiter ist das Bild signiert, was zwar schlecht lesbar ist, aber von Jan Lauts als JD Welker In 1676 entziffert wurde. Gerhard Bott liest dagegen: D. Welker inven(it et?)/fe(cit) 16(?). Auch ist die Jahreszahl möglicherweise als „1670“ zu lesen.

### Technischer Befund
Ein Leinwandstreifen am linken Bildrand, auf dem der am weitesten links Dargestellte abgebildet ist, wurde nachträglich angesetzt. Da die Naht auch in die Darstellung des Grafen durchschneidet, kann sie nicht nur angesetzt worden sein, sondern muss einen zuvor entfernten Bildteil ersetzt haben.

### Dargestellte Personen
Von links nach rechts:
- Nicht identifizierte, männliche Person, zu deren Deutung vorgeschlagen wurde
  - Landgraf Georg Christian von Hessen-Homburg, enger Freund des Grafen Friedrich Casimir.[Anm. 2]
  - Johann Joachim Becher[5] – das scheint aufgrund einer anderen, sicher zuweisbaren Abbildung ausgeschlossen.[6]
  - Selbstporträt des Hofmalers Johann David Welcker.[7] Das kann zwar nicht ausgeschlossen werden, aber einen Beleg dafür gibt es auch nicht. Vergleichsporträts von Welcker fehlen.[8]
- Graf Friedrich Casimir, der mit einer Handbewegung in Richtung des Kästchens mit den Juwelen dargestellt ist.
- Der Gott des Handels, Merkur.
- Christian Leopold Casimir Aethiop, damals etwa acht Jahre alt, war dem Grafen Friedrich Kasimir anlässlich des Vertragsschlusses über die Kolonie Hanauisch Indien von der Niederländischen Westindien-Kompanie geschenkt worden. Auf dem Gemälde hält er ein Kästchen mit Juwelen, die die Reichtümer von „Hanauisch Indien“ repräsentieren.
- Venus[9]
- Amor[10], der, halb versteckt hinter Venus, seinen Bogen über ihre Schulter hält.

## Bedeutungsebene

### Allegorie des Erwerbs von Surinam
Die Darstellung wird zum einen als Allegorie auf den Erwerb von Hanauisch-Indien durch Graf Friedrich Casimir gedeutet. Dagegen spricht allerdings, wenn die Datierung auf 1676 gelesen wird, dass 1676 das Projekt, die Kolonie zu erwerben, bereits seit sieben Jahren gescheitert war. Dies wird mit dem – nicht belegbaren – Argument begründet, dass das Bild bereits 1670 begonnen, aber erst 1676 vollendet worden sei. Wird die Lesung der Signatur als „1676“ nicht nachvollzogen, so ist diese Deutung möglich. Es wäre ein Unikat. Ein solches Motiv gibt es in der deutschen Malerei des 17. Jahrhunderts sonst nicht.

### Allegorie des Verzichts auf Surinam
Jan Lauts deutete die Darstellung als Allegorie, die den Verzicht des Grafen als Akt der Weisheit darstelle – nicht aus ökonomischen Gründen, sondern aus der Erkenntnis, dass irdisches Gewinnstreben vergeblich sei. Das stützt er zum einen auf das Vanitas-Zitat, weiter auf die als abwehrend gedeutete Handbewegung des Grafen gegenüber den Reichtümern, die Christian Aethiop ihm übergeben will und auf die Merkur mit seiner linken Hand hinweist, sowie auf die Lesung der Signatur mit „1676“. Diese Deutung ist bei einer Signatur „1676“ viel plausibler. Allerdings war Christian Aethiop 1676 schon etwa 14 Jahre alt. Auf dem Bild ist er jünger dargestellt. Auch muss die Deutung als Allegorie auf den Verzicht der Kolonie hier ein repräsentatives Porträt des Landesherren annehmen, das dessen größte politische Katastrophe in den Mittelpunkt rückt, eine Bildthemenwahl, die – vorsichtig gesprochen – höchst selten ist. Das gilt selbst dann, wenn diese Katastrophe hier in Klugheit des Herrschers umgedeutet werden soll, Verzicht geleistet zu haben, denn die Zeitgenossen wussten ja darum, dass er nicht freiwillig verzichtet hatte, sondern gescheitert war.

### Vanitas-Allegorie
Eine andere Deutung rückt den Zettel mit der Vanitas-Aufschrift in den Mittelpunkt und hält eine Vanitas-Allegorie für möglich, mit der Friedrich Casimir das Scheitern seiner Ambitionen verarbeiten wollte.

## Provenienz
Das Bild wurde von der Staatlichen Kunsthalle Karlsruhe 1911 aus Karlsruher Privatbesitz erworben.